# Listă de filme canadiene din 2005
Aceasta este o listă de filme canadiene din 2005:

## Lista
| Titlu                                    | Regizor            | Actori                                                    | Gen                        | Note |
| ---------------------------------------- | ------------------ | --------------------------------------------------------- | -------------------------- | --- |
| Aurore                                   | Luc Dionne         |                                                           |                            | Based on true story of Aurore Gagnon |
| Beowulf & Grendel                        | Sturla Gunnarsson  | Gerard Butler, Stellan Skarsgård, Sarah Polley            | Action, Adventure, Fantasy | Adaptation of epic Beowulf; filmed in Iceland                                                                                                 |
| The Care Bears' Big Wish Movie           |                    |                                                           | Animated                   | |
| cNote                                    | Christopher Hinton | Michael Oesterle (music)                                  | Visual music               | Genie Award for Best Animated Short |
| C.R.A.Z.Y.                               | Jean-Marc Vallée   | Michel Côté, Marc-André Grondin, Danielle Proulx          | Drama                      | Genie Award for Best Motion Picture |
| Eighteen                                 | Richard Bell       | Brendan Fletcher, Carly Pope, Alan Cumming, Ian McKellen  | Drama                      | Festival premiere was in tandem with 60th Anniversary of the end of WWII                                                                      |
| Eve and the Fire Horse                   | Julia Kwan         | Phoebe Jojo Kut, Hollie Lo, Vivian Wu, Lester Chan        | Drama                      | Special Jury Prize at the Sundance Film Festival and the Claude Jutra Award for the best feature film by a first-time film director in Canada |
| The Life and Hard Times of Guy Terrifico | Michael Mabbott    | Matt Murphy, Natalie Radford, Kris Kristofferson          | Mockumentary               | |
| Murder Unveiled                          | Vic Sarin          |                                                           | Drama                      | Based on the true story of Jaswinder Kaur Sidhu                                                                                               |
| My Ancestors Were Rogues and Murderers   | Anne Troake        | Gary Troake                                               | Documentary                | A defense of the Canadian seal hunt |
| Rahul's Arranged Marriage                | Anant Mathur       | Devika Mathur, Sumeet, Amar Kumar, Anurag Mathur          | Romance, Drama, Short      | |
| 3 Needles                                | Thom Fitzgerald    |                                                           | Drama                      | AIDS drama |
| Water                                    | Deepa Mehta        | Seema Biswas, Lisa Ray, John Abraham                      | Romance, Drama             | Foreign-language Oscar nominee |
| Whole New Thing                          | Amnon Buchbinder   | Aaron Webber, Robert Joy, Rebecca Jenkins, Daniel MacIvor |                            | |